# Mayfield (Ohio)
Mayfield est un village situé dans le comté de Cuyahoga, dans l'Ohio, aux États-Unis. Le village est officiellement nommé Mayfield, mais il est communément appelé Mayfield Village. Mayfield Village faisait à l'origine partie du canton de Mayfield et est maintenant une banlieue de Cleveland. La population était de 3 460 au recensement de 2010.